# 輪姦

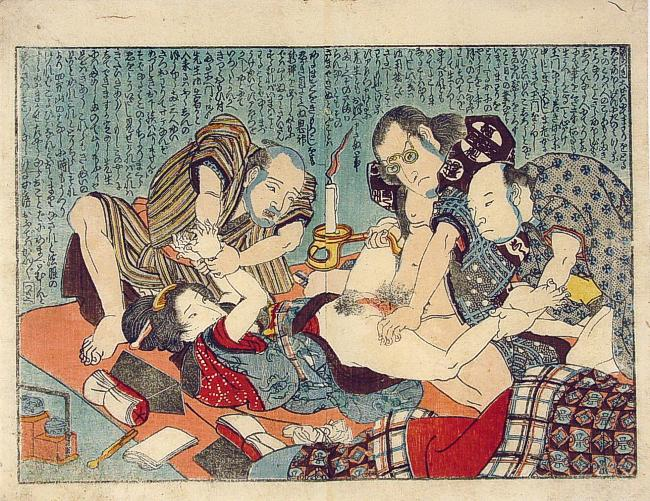
輪姦

輪姦（りんかん）とは、一人の人間を複数の人間が強姦する事をいう。刑法上は「集団強姦」という用語を用いている。江戸時代の隠語には「念仏講」がある。

## 刑罰
日本の法律では、強姦の法定刑は、2004年(平成16年)の刑法改正まで2年以上の有期懲役であったが、大学生サークルスーパーフリー事件を受け、2004年（平成16年）に輪姦を対象とする集団強姦罪を新設し、4年以上の有期懲役とし非親告罪とする事が定められた。集団強姦罪では、性別不問で実際に性行為に参加していなくても、その場に居れば刑罰が成立した。
2017年(平成29年)改正により強制性交等罪・準強制性交等罪の法定刑の下限が引き上げられ5年以上となり、集団強姦罪の法定刑の下限を超えることとなったので、改正法に吸収される形となり廃止された。